# Hum Zabočki
Hum Zabočki is een plaats in de gemeente Zabok in de Kroatische provincie Krapina-Zagorje. De plaats telt 457 inwoners (2001).